# Les Voleurs et l'Âne
Les Voleurs et l'Âne est la treizième fable du livre I de Jean de La Fontaine situé dans le premier recueil des Fables de La Fontaine, édité pour la première fois en 1668.

## Texte
LES VOLEURS ET L'ÂNE
[Ésope]
Pour un Âne enlevé deux Voleurs se battaient :

L'un voulait le garder ; l'autre voulait le vendre.

Tandis que coups de poing trottaient,

Et que nos champions songeaient à se défendre,

Arrive un troisième Larron

Qui saisit Maître Aliboron.

L'Âne, c'est quelquefois une pauvre Province.

Les Voleurs sont tel ou tel Prince,

Comme le Transylvain, le Turc et le Hongrois.

Au lieu de deux j'en ai rencontré trois :

Il est assez de cette marchandise.

De nul d'eux n'est souvent la Province conquise :

Un quart Voleur survient, qui les accorde net

En se saisissant du Baudet.

## Vocabulaire
- Aliboron : Du nom du philosophe arabe Al-Biruni, connu au Moyen Âge sous le nom de Maître Aliboron. Désigne d'abord un savant puis un pédant et un ignorant. C'est le sobriquet donné dans la fable à l'âne.

- Transylvains, Hongrois et Turcs se battent pour avoir le pouvoir sur la Transylvanie: un quatrième voleur, ici l'Empereur d'Autriche, intervient et s'empare de la Transylvanie (victoire de Saint-Gothard avec l'aide des français contre les Turcs en 1664 ; annexion définitive à l'Empire en 1699)

## Illustrations

Illustrations
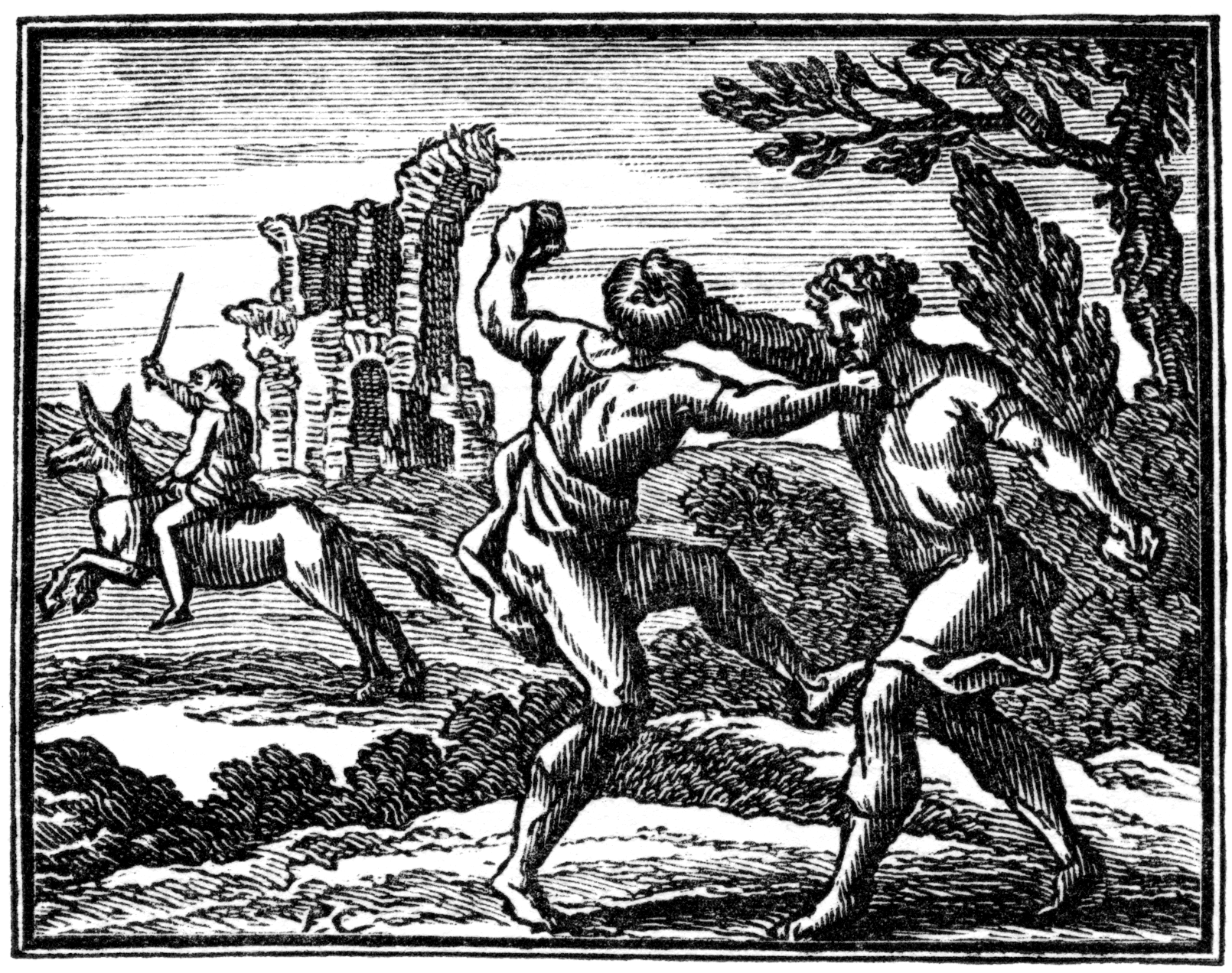
«Fables choisies mises en vers par M. de la Fontaine» Claude Barbin et Denys Thierry Paris, 1668
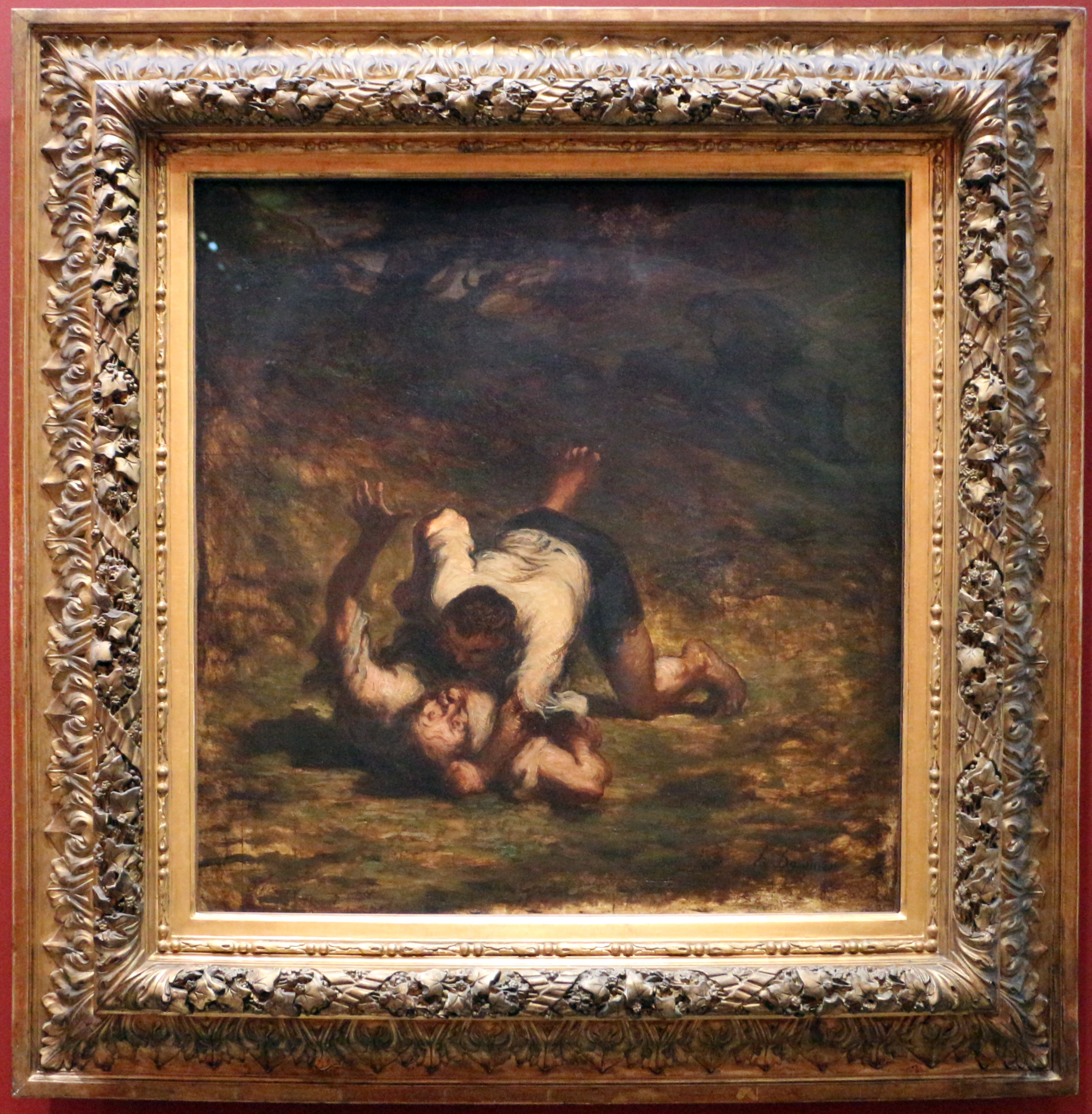
Peinture Honoré Daumier, 1858 Musée d'Orsay
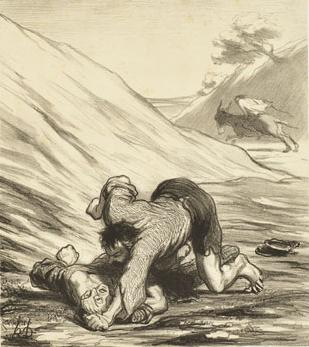
Lithographie Honoré Daumier, 1863
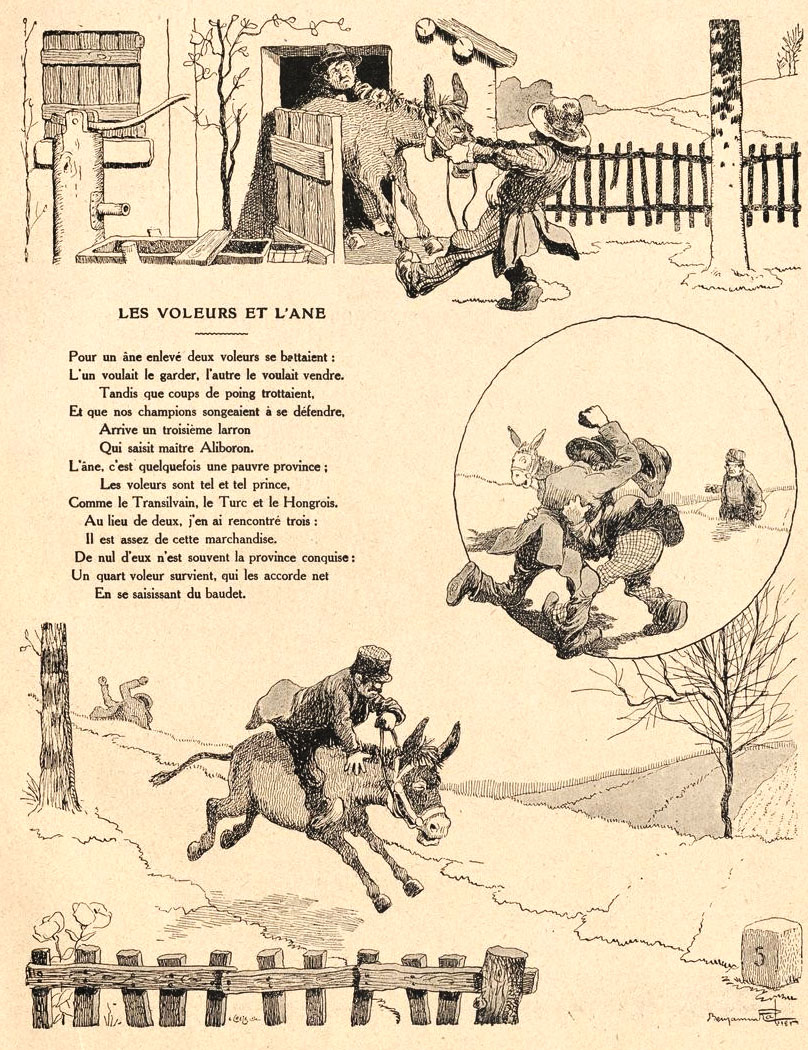
Benjamin Rabier, 1906